# Адолф Лос
Адолф Лос (Брно, 10. децембар 1870 — Беч, 23. август 1933) је био аустријски архитекта. Његово предавање (Орнамент и злочин) одржано у Бечу 1908. представљало је манифест интегралног функционализма. Одбацивао је све што би подсећало на неки од познатих стилова, јер су сви стилови и сви орнаменти за њега били лаж, те је тврдио да су неморални.
Године 1928. је делимично осуђен за педофилију у Бечу. Упослио би девојчице старости од 8 до 10 година из сиромашних породица да раде као модели у његовом студију. У оптужници се наводи да се Лос изложио и присилио своје децу моделе да учествују у сексуалним радњама. У 2008 случај је поново откривен и оригиналне оптужбе су потврђене.
Провео је 3 године у САД где је радио као паркетар и зидар. Боравак у САД је био пресудан за његово даље стваралаштво, јер се тамо сусрео са архитектуром "Чикашке школе“ и радом Луиса Саливана.
Адолф Лос је један од пионира модернизма у архитектури. Био је противник Бечке сецесије и сецесије уопште, пројектује веома пуританске грађевине.